# Староселе
Староселе (пол. Starosiele) — село в Польщі, у гміні Дубенка Холмського повіту Люблінського воєводства. Населення — 141 особа (2011).

## Історія
21-25 червня 1947 року під час операції «Вісла» польська армія виселила зі села на приєднані до Польщі північно-західні терени 4 українців.
У 1975—1998 роках село належало до Холмського воєводства.

## Демографія
Демографічна структура станом на 31 березня 2011 року:
|          | Загалом | Допрацездатний вік | Працездатний вік | Постпрацездатний вік |
| -------- | ------- | ------------------ | ---------------- | -------------------- |
| Чоловіки | 73      | 11                 | 54               | 8                    |
| Жінки    | 68      | 11                 | 40               | 17                   |
| Разом    | 141     | 22                 | 94               | 25                   |